# Markie Morávková
Markéta „Markie“ Morávková (* 14. října 1990 Brno) je česká zpěvačka, skladatelka a frontmanka metalové skupiny Alia Tempora. Je známá svou růžovou image a výraznými růžovými vlasy, které se staly její poznávací značkou na hudební scéně. Je považována za první českou zpěvačku, která růžovou barvu pevně zakotvila ve své vizuální identitě, čímž výrazně ovlivnila estetiku moderní metalové scény.

## Život a kariéra
Markie Morávková se narodila do hudební rodiny. Její otec, Miloš Morávek, je kytarista známý z kapel Progres 2, Futurum, Kern a Synkopy 61. Její pěvecké začátky se datují do raného dětství, kdy jako šestiletá zpívala coby nejmladší členka osobního sboru Ivy Bittové.
Vystupovala nejen se svou kapelou, ale také sólově a jako host na řadě koncertů a festivalů v Evropě, Velké Británii a Mexiku, včetně hlavních pódií festivalů jako Masters of Rock, Metalfest, Rock Castle, Benátská a dalších. Během své kariéry spolupracovala s mezinárodními hudebníky, mezi které patří například Joel Hoekstra (známý z Whitesnake, Cher, Trans Siberian Orchestra) , Brandon Gibbs, Ruud Jolie (známý z Within Temptation), Timo Somers (známý z Delain), Mario del Rio Escobedo, Anna Kiara a další.
V roce 2012 spoluzaložila kapelu Alia Tempora, ve které působí jako hlavní zpěvačka, autorka textů a spoluautorka hudby.

## Vizuální identita
Markie Morávková je první českou zpěvačkou, která od roku 2013 používá růžovou barvu jako součást své vizuální identity, čímž se stala průkopnicí tohoto stylu na české hudební scéně. Její růžová image se stala charakteristickou pro její veřejnou prezentaci a výrazně ji odlišuje v hudebním průmyslu.
Kromě osobního stylu rozšířila růžovou estetiku i do fanouškovského merche s konceptem "Painting the World Pink with Markie since 2013" (Barvíme svět na růžovo s Markie od roku 2013). Tento projekt reflektuje její dlouhodobou vizuální identitu a propojení s komunitou fanoušků, kteří sdílejí její pozitivní a růžový pohled na svět.

## Další spolupráce a projekty
Začátkem roku 2017 se Morávková stala tváří televizního pořadu Metal Make-Up ve Spark TV.
V rámci mexického turné v roce 2019 byla Markie Morávková spolu se svou kapelou Alia Tempora pozvána jako oficiální host na prestižní hudební ceny Lunas del Auditorio. Kapela se zúčastnila slavnostního ceremoniálu, včetně červeného koberce a VIP zóny pro umělce, kde se setkala s dalšími významnými hudebníky.
Tato účast podtrhla rostoucí mezinárodní působnost Alia Tempora a jejich popularitu na mexické hudební scéně.
V létě 2020 Morávková hostovala na sólovém albu Storyteller zpěvačky Anny Kiara z Imperial Age v duetu „Sister“.
18. a 19. září 2020 Morávková moderovala festival Rockový Majáles: Zubří Země v Bystřici nad Pernštejnem, v sobotu společně s Jakubem Kohákem.
V roce 2022 se Markie Morávková stalá porotkyní finále soutěže Spark Fresh Blood Rockového magazínu Spark.
Markie byla přizvána magazínem Spark k spolupráci na sérii Dívčí Hodinka, kde se setkávají ženské hudebnice, aby si povídaly o zákulisí hudebního průmyslu. První článek v této sérii vyšel v únoru 2024. Tato iniciativa podtrhuje její roli respektované umělkyně mimo její práci s kapelou a přináší fanouškům zajímavý pohled do života ženských hudebnic.